# Victoria Wright
Victoria Wright (nacida el 1 de mayo de 1974 in Pazardzhik) es una jugadora de bádminton de Francia.
Wright compitió en los Juegos Olímpicos de Atenas 2004 en la modalidad de dobles mixtos junto con Svetoslav Stoyanov. Perdieron en 1/16 de final contra Jens Eriksen y Mette Schjoldager de Dinamarca.